# Оршасола
Оршасо́ла (рос. Оршасола, марій. Ӧршасола) — присілок у складі Медведевського району Марій Ел, Росія. Входить до складу Кузнецовського сільського поселення.

## Населення
Населення — 47 осіб (2010; 33 у 2002).
Національний склад (станом на 2002 рік):
- лучні марійці — 91 %